# Jacobus Brouwer

Jacobus Gerardus (Jacques) Brouwer (18 maart 1922 in Amsterdam - 14 juli 2005 in Weert) was een Nederlands beroepsofficier in het Koninklijk Nederlands Indisch Leger (KNIL) en de Koninklijke Landmacht. Hij werd vaak Jack genoemd.
Brouwer werkte in de Tweede Wereldoorlog in Nijmegen aan de luchtbescherming en deed daar ook verzetswerk. Hij hielp onderduikers verbergen, verstopte wapens en bracht illegale kranten rond. In 1944 werd hij actief in de Nederlandse Binnenlandse Strijdkrachten.
Na de oorlog in Europa ging Jacques Brouwer als vrijwilliger naar het in opstand gekomen Nederlands-Indië. Hij werd Eerste Luitenant in het KNIL. Na de mislukking van de politionele acties en de ontbinding van het KNIL werd hij officier in het Garderegiment Fuseliers Prinses Irene. Hij zwaaide af als Luitenant-Kolonel. Hij was UNO-waarnemer in Syrië, Jordanië  en Israël in het kader van UNTSO, de "United Nations Truce Supervision Organization".

## Onderscheidingen
Jacques Brouwer was Ridder in de Orde van Oranje-Nassau. Hij werd onder meer gedecoreerd met het Bronzen Kruis, het Oorlogsherinneringskruis , met de gesp "KRIJG TE LAND 1940 - 1945", het Verzetsherdenkingskruis, het Ereteken voor Orde en Vrede met de gespen 1946, 1947, 1948, 1949 en 1950, het Onderscheidingsteken voor Langdurige Dienst als Officier, de Herinneringsmedaille Luchtbescherming 1940-1945, het Draaginsigne Gewonden, de Herinneringsmedaille VN-Vredesoperaties en de VN-Medaille voor UNTSO.
Onder het motto "nooit vergeten maar lering trekken" ging de oud-verzetsstrijder rond 1955 opzettelijk werken met wat nu de Duitse bondgenoten binnen de NAVO waren geworden. Voor zijn inzet voor verzoening tussen Nederland en Duitsland ontving hij als eerste Nederlander in 1997 de Vredesprijs van het Verbond Deutscher Soldaten en de Duitse Bundesverdienstorden Eerste Klasse. Zijn werk voor veteranen en erkenning van hun bijdrage aan de overwinning in de Tweede Wereldoorlog bracht hem een "honoraire" benoeming in twee Britse ridderorden, de Orde van het Britse Rijk (hon. MBE) en de Koninklijke Orde van Victoria (hon. MVO).